# Zeichnungsschein
Ein Zeichnungsschein ist ein Dokument, mit dem sich ein Käufer zum Kauf eines neu ausgegebenen Wertpapiers durch Unterschrift verpflichtet. Auf dem Zeichnungsschein ist mindestens der Emissionskurs anzugeben. Der Zeichnungsschein kann darüber hinaus weitere Bedingungen enthalten, die der Käufer erfüllen muss. 
Bei Aktiengesellschaften muss der Zeichnungsschein die Bedingungen gemäß § 185 AktG erfüllen, welche Lauten:
- Die Zeichnung der neuen Aktien geschieht durch schriftliche Erklärung (Zeichnungsschein), aus der die Beteiligung nach der Zahl und bei Nennbetragsaktien dem Nennbetrag und, wenn mehrere Gattungen ausgegeben werden, der Gattung der Aktien hervorgehen muss. Der Zeichnungsschein soll doppelt ausgestellt werden. Er hat zu enthalten
  - den Tag, an dem die Erhöhung des Grundkapitals beschlossen worden ist;
  - den Ausgabebetrag der Aktien, den Betrag der festgesetzten Einzahlungen sowie den Umfang von Nebenverpflichtungen;
  - die bei einer Kapitalerhöhung mit Sacheinlagen vorgesehenen Festsetzungen und, wenn mehrere Gattungen ausgegeben werden, den auf jede Aktiengattung entfallenden Betrag des Grundkapitals;
  - den Zeitpunkt, an dem die Zeichnung unverbindlich wird, wenn nicht bis dahin die Durchführung der Erhöhung des Grundkapitals eingetragen ist.
- Zeichnungsscheine, die diese Angaben nicht vollständig oder die außer dem Vorbehalt in Absatz 1 Nr. 4 Beschränkungen der Verpflichtung des Zeichners enthalten, sind nichtig.
- Ist die Durchführung der Erhöhung des Grundkapitals eingetragen, so kann sich der Zeichner auf die Nichtigkeit oder Unverbindlichkeit des Zeichnungsscheins nicht berufen, wenn er auf Grund des Zeichnungsscheins als Aktionär Rechte ausgeübt oder Verpflichtungen erfüllt hat.
- Jede nicht im Zeichnungsschein enthaltene Beschränkung ist der Gesellschaft gegenüber unwirksam.